# Mindfulness Based Stress Reduction
Mindfulness-Based Stress Reduction (MBSR) is een acht weken durend, op wetenschappelijk onderzoek gebaseerd programma. Het is opgezet om, via een intensieve mindfulnesstraining, mensen te leren omgaan met stress, angst, depressie en pijn. MBSR werd eind jaren zeventig ontwikkeld door Jon Kabat-Zinn aan het Universiteit van Massachusetts Medical Center. Door het wereldwijde succes kan men spreken van een hype, maar mindfulness blijkt geen wondermiddel voor alles te zijn.

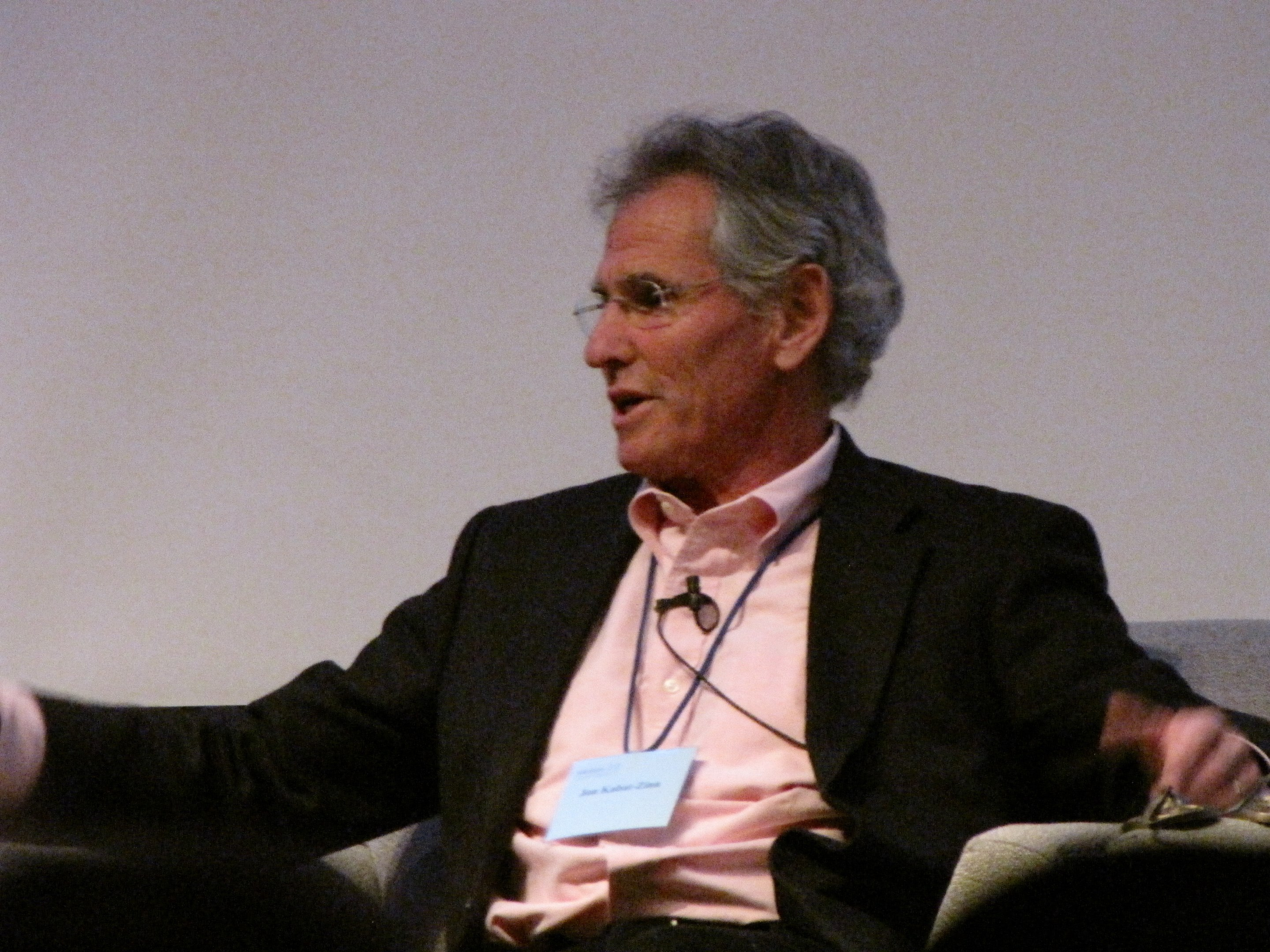
Jon Kabat-Zinn, oprichter van de Mindfulness Based Stress Reduction Clinic

## Inleiding
Het MBSR-programma omvat een combinatie van mindfulness-meditatie, lichaamsbewustzijn, yoga en het onderzoeken van patronen in gedrag, denken, voelen en handelen. Mindfulness kan worden begrepen als de niet-oordelende acceptatie en het bewust onderzoeken van de huidige ervaring, inclusief gewaarwordingen van het lichaam, innerlijke mentale toestanden, gedachten, emoties, impulsen en herinneringen, met als doel het verminderen van lijden en het vergroten van welzijn. Mindfulnessmeditatie is een methode om aandachtsvaardigheden te ontwikkelen, meer greep te krijgen op emoties en piekeren en zorgen aanzienlijk te verminderen.
De afgelopen decennia is mindfulness-meditatie het onderwerp geweest van veel gerandomiseerd onderzoek, waaruit blijkt dat het mogelijk gunstige effecten heeft op zowel de geestelijke als de lichamelijke gezondheid. Hoewel MBSR zijn wortels heeft in de leer van het Zenboeddhisme, Hathayoga, Vipassana en Advaita Vedanta, is het programma zelf niet gebonden aan een geestelijke stroming.

## Programma
Jon Kabat-Zinn, oprichter van de Mindfulness Based Stress Reduction Clinic
In 1979 richtte Jon Kabat-Zinn de Mindfulness-Based Stress Reduction Clinic op aan het  Universiteit van Massachusetts  University  Medical Center, en bijna twee decennia later het Center for Mindfulness in Medicine, Health Care and Society van dezelfde universiteit. Deze instituten hebben een belangrijke rol gespeeld bij het ondersteunen van de groei en implementatie van MBSR in ziekenhuizen en andere organisaties over de hele wereld. 
Het boek Full Catastrophe Living van Kabat-Zinn, waarin het MBSR-programma is beschreven, werd een bestseller en kwam in 2013 in een herziene editie opnieuw uit. De titel van het boek is ontleend aan de film Zorba de Griek, waarin de hoofdrolspeler de grilligheden van het leven omschrijft als een regelrechte ramp.

In 1993 werd de MBSR-cursus van Jon Kabat-Zinn belicht in de documentaire Healing from Within van Bill Moyers. In 2015 bood bijna 80% van de medische opleidingen een of ander element van mindfulness-training aan, en  waren er steeds meer onderzoeks- en opleidingscentra die zich op mindfulness richtten.
Het MBSR-programma is een acht weken durende cursus onder leiding van gediplomeerde trainers. Het bestaat uit wekelijkse groepsbijeenkomsten (elk 2,5 uur) en een eendaagse retraite , met zeven uur durende mindfulness-oefeningen. Deelnemers krijgen ook dagelijks huiswerk (45 minuten) en instructies over drie primaire technieken: mindfulness- meditatie, bodyscanning en eenvoudige yogahoudingen. Groepsdiscussies en verkenning van de meditatiepraktijk en de toepassing ervan in het dagelijks leven zijn een integraal onderdeel van het programma. Dit is cruciaal om te begrijpen hoe mindfulness in het dagelijks leven kan worden geïntegreerd. 
De body-scan, die in de eerste vier weken wordt geïntroduceerd, houdt in dat men rustig zit of ligt terwijl men systematisch de aandacht richt op verschillende lichaamsdelen, beginnend bij de tenen en omhoog bewegend naar de bovenkant van het hoofd. MBSR is gebaseerd op principes zoals niet-oordelen, acceptatie, loslaten, niet-streven, geduld, vertrouwen, onbevangenheid en het vermogen om gevoelens en gedachten vanuit een neutrale instelling  te observeren, alsof een buitenstaander ernaar kijkt.
Er wordt aangenomen dat deze focus op het heden de gevoeligheid vergroot voor zowel de omgeving als de eigen reacties daarop, wat bijdraagt aan beter zelfmanagement en verbeterde coping vaardigheden. Het biedt ook een manier om te ontsnappen aan het stilstaan bij het verleden of het zich zorgen maken over de toekomst. Hierdoor is het mogelijk de cyclus van gedrag dat slecht is aangepast aan bepaalde omstandigheden te doorbreken.

## Alledaagse praktijk
Volgens een artikel in Time Magazine uit 2014 wordt mindfulnessmeditatie steeds populairder onder mensen die normaal gesproken niet aan meditatie zouden denken. Het curriculum dat Kabat-Zinn bij het University of Massachusetts Medical Center heeft opgezet, heeft bijna 1.000 gecertificeerde MBSR-instructeurs opgeleverd, die in bijna elke staat in de VS en meer dan 30 landen actief zijn. 
Mindfulness-based stress reduction (MBSR)-lessen en -programma's worden aangeboden in verschillende instellingen, waaronder ziekenhuizen, retraitecentra en yogastudio's. Deze programma's richten zich doorgaans op het lesgeven in:
- Bewustwording van lichaam en geest om de fysiologische effecten van stress, pijn of ziekte te verminderen.
- Ervaringsgerichte verkenning van stress en leed om minder emotionele reactiviteit te kweken.
- Gelijkmoedigheid bij verandering en verlies, omdat deze een natuurlijk onderdeel  van het menselijk leven zijn.
- Oordeelvrij bewustzijn in het dagelijks leven.
- Bevordering van rust en helderheid in elk moment.
- Het ervaren van een vreugdevoller leven en toegang te krijgen tot innerlijke bronnen voor genezing en stressbeheersing.

## Evaluatie van de effectiviteit
Wetenschappelijk bewijs voor de verzwakkende effecten van stress op het menselijk lichaam en de evolutionaire oorsprong ervan werd benadrukt door het werk van Robert Sapolsky, met name in het boek Why Zebras Don't Get Ulcers (Waarom zebra's geen maagzweer krijgen). Uit onderzoek is gebleken dat mindfulnessmeditatie een aanzienlijke vermindering van psychologische stress teweegbrengt en de fysiologische veranderingen en biologische manifestaties voorkomt die doorgaans het gevolg zijn van stress. Uit onderzoeken, waarbij verschillende technieken worden gebruikt om de structuur of functie van hersengebieden in beeld te brengen, blijkt dat MBSR-training invloed heeft op de delen die verantwoordelijk zijn voor aandacht, introspectie en emotionele verwerking.
Er is gebleken dat op mindfulness gebaseerde benaderingen een gunstig effect hebben op volwassenen, voor adolescenten en kinderen en voor verschillende gezondheidsgerelateerde uitkomsten, waaronder eetstoornissen, psychiatrische aandoeningen, pijnbeheersing slaapstoornissen, kankerzorg  en psychische nood. Maar daarmee is MBSR niet effectiever dan traditionele cognitieve gedragstherapie en dat de werkzaamheid ervan slechts matig was vergeleken met andere actieve behandelingen. Uit bewijsmateriaal blijkt dat mindfulness-meditatie effectief is bij de behandeling van stoornissen in het middelengebruik. Mindfulness-training kan ook nuttig zijn voor mensen met fibromyalgie.
Uit interviews met kinderen van gemiddeld elf jaar bleek dat mindfulness had bijgedragen aan hun vermogen om hun emoties te reguleren. Naast deze bevindingen gaven de kinderen aan dat hoe meer mindfulness op school en bij hun leraren werd opgenomen, hoe gemakkelijker het was om de principes ervan toe te passen.

## Nederland en België
Steeds meer Nederlandse organisaties bieden de mogelijkheid voor MBSR-trainingen, constateert het Radboudumc. Zij zien ook dat door trainingen bij verschillende beroepsgroepen stress, angst en burn-outklachten verminderen. Ook het Raboud ziet positieve effect op werkplezier en productiviteit, vanuit een ontspannen houding.

Ook in het  Nederlandse gevangeniswezen kunnen gedetineerden training in MBSR krijgen.  Het is bedoeld voor mensen die een laag zelfvertrouwen hebben, veel stress ervaren en minder ontvankelijk  zijn voor gedragsmatige behandelingen. De gedetineerden moeten dan wel bereid zijn om twee maanden te werken aan  bewustwording en te kiezen voor mogelijkheden om anders te reageren dan ze normaal gewend zijn. Het programma heet Interventie right now.

In België staat men ambivalent tegenover mindfulness als wondermiddel. Bekende Vlamingen  (BV-ers) claimen dat hun leven voorgoed veranderd is. Mindful eten, wandelen, tuinieren en lezen is de mode.  Neurowetenschapper Steven Laureys stelde zelfs voor om meditatie een verplicht vak op school, om de kneedbare kindergeest veerkrachtiger te maken.

Andere vooraanstaande wetenschappers zien weliswaar veranderingen in de hersengebieden, maar waarschuwen om mindfulness voor van alles en nog wat in te zetten.  Hersenwetenschapper Mark Williams van de Universiteit van Oxford stelt dat het middel vooral goede resultaten geeft bij pijn, verslaving en depressie.  Ook voor diegenen die willen stoppen met roken blijkt het een probaat middel.
Hij betoogt ook dat mindfulness net zo goed werkt als een antidepressivum maar geen bijwerkingen heeft. Bovendien werkt een pil alleen maar zo lang als je hem slikt en heb je kans op terugval ,wanneer je ermee stopt.